# Cuon alpinus sumatrensis
Il 'Cuon di Sumatra' (Cuon alpinus sumatrensis Hardwicke, 1821), noto anche come Cuon della Sonda, Cuon di Giava o Cuon malese, è una sottospecie di cuon originario della Malesia e dell'Indonesia.

## Evoluzione
A partire dal 2005, l'origine del dhole di Sumatra non è chiara, poiché mostra una maggiore parentela con il dhole di Ussuri piuttosto che con i dhole nella vicina Malesia. In assenza di ulteriori dati, si ipotizza che i dhole dell'Indonesia possano essere stati introdotti nelle Isole della Sonda dall'uomo. 

## Descrizione
Il dhole di Sumatra è la sottospecie dhole più piccola. Ha una pelliccia rosso vivo. Il dhole di Sumatra manca di sottopelo lanoso. Ha invece una pelliccia più scura, ruvida e più magra, simile alle popolazioni più meridionali del dhole dell'Ussuri in India e Indocina ; tuttavia, è più nero sulla schiena.

## Habitat e distribuzione
La gamma dei dhole di Sumatra è molto frammentata e si conferma che i dhole indonesiani vivono in più aree protette di Sumatra e Giava. Nel 2014, i video di trappole fotografiche nelle foreste tropicali del Parco Nazionale Kerinci Seblat a Sumatra hanno rivelato la continua presenza di dhole nell'area. I dhole sono completamente estinti su Singapore . I dhole di Sumatra vivono in boscaglie, praterie , pianure , foreste tropicali e foreste pluviali .